# 92 (tal)
92 (tooghalvfems, på checks også nitito) er det naturlige tal som kommer efter 91 og efterfølges af 93.

## Inden for videnskab
- 92 Undina, asteroide
- M92, kuglehob i Herkules, Messiers katalog
- Grundstoffet uran har atomnummer 92

## Eksterne links
- Wikimedia Commons har flere filer relateret til 92 (tal)